# Germanikus
Germanikus este un film german, o comedie despre germanii care trăiesc în secolul IV, în centrul acțiunii stă Germanikus (Gerhard Polt), care este dus la Roma ca sclav de soldații romani, unde el face neintenționat o serie de năzdrăvănii.

## Acțiune
Germanul veșnic flămând Hermann, numit ulterior Germanikus, trăiește înainte de război o viață liniștită într-un sat înconjurat de smârcuri. La un atac roman, germanii pornesc la luptă, iar Germanikus este lăsat în sat, să aibă grijă de femei și copii. El devine astfel obiectul sexual dorit de toate femeile satului. Războinicii germani se întorc înfrânți în sat; iar șeful lor observă că femeia lui este însărcinată,și ca urmare Germanikus este nevoit să fugă din sat. El va cădea în mâna romanilor și este deportat la Roma ca prizonier. Aici el va fi cumpărat ca sclav de Tusnelda (Gisela Schneeberger), o femeie de afaceri șireată. Deși el este tot mai mult apreciat, încearcă și va reuși în cele din urmă să fugă. Ajuns într-un bordel, se va îndrăgosti de negresa Saba (Sylviane Aissatou Thiam), care nu acceptă încercările lui de apropiere. De aici ajunge în mâna prefectului și devine gustătorul mâncărurilor împăratului. După ce-a consumat ciuperca pălăria șarpelui, el supraviețuiește, însă împăratul moare. Germanikus caută să fugă împreună cu Saba, dar vor fi prinși și aruncați în arenă să lupte contra unui tigru, care spre norocul lor era animalul lui Saba. Prefectul încearcă să-l otrăvească din nou pe Germanikus, însă din neatenție va fi otrăvit împăratul, iar Germanikus va fi declarat ca noul împărat roman. Filmul se termină cu reîntoarcerea lui Germanikus împreună cu Saba în sat.

## Distribuție
- Gerhard Polt: Germanikus
- Gisela Schneeberger: Tusnelda
- Rufus Beck: Prefectul
- Anke Engelke: D-na senator
- Sylviane Aissatou Thiam: Saba
- Moritz Bleibtreu: Împăratul Titus
- Tom Gerhardt: Almosius
- Irm Hermann: Mama lui Germanikus
- Martin Schneider: Figaro Nino